# Théosébia
Théosébia ou Théosébie, est une personnalité du christianisme ancien du IVe siècle en Cappadoce.  
Proche de la famille des pères de l'Église Grégoire de Nysse et Basile de Césarée dont elle est probablement l'une des sœurs avec Macrine la Jeune, elle semble avoir mené une vie de vierge consacrée et exercé des fonctions sacerdotales dans la communauté chrétienne de Nysse, dont la nature précise reste toutefois indéfinie.  
Elle est honorée comme sainte « Théosébia la Diaconesse » par certaines Églises orthodoxes qui la célèbrent le 10 janvier. 

## Identité incertaine
Son année de naissance est inconnue et son année de mort est à situer vers le milieu des années 380. Il semble qu'elle ait joué un rôle important dans l'église de Nysse. Son identification repose essentiellement sur une lettre de condoléances de Grégoire de Nazianze adressée à Grégoire de Nysse envoyée au moment de sa mort. Dans cette lettre, le premier s'adresse au second en évoquant Théosébia comme « [sa] sœur Théosébia »  et celle qui fut le « véritable compagnon [de ton] joug [de] prêtre ». Si des exégètes et chercheurs ont longtemps déduit de ce passage que Théosébia était l'épouse de Grégoire de Nysse, d'autres ont récemment déduit de l'analyse de sources supplémentaires qu'elle était l'une de ses sœurs et, à l'instar de  Macrine la Jeune, celle de Basile de Césarée.
Certaines Église orthodoxes, dont la tradition la considère généralement comme l'épouse de Grégoire de Nysse, la célèbrent comme sainte le 10 janvier.